# Duarte Nunes de Leão
Duarte Nunes de Leão (* um 1530 in Évora; † 1608 in Lissabon) war ein portugiesischer Rechtsgelehrter und Historiker.

## Leben
Nunes de Leão war Sohn des jüdischen Medizinprofessors João Nunes. Er studierte Recht an der Universität Coimbra und verfasste grundlegende Werke zur portugiesischen Sprache und Rechtschreibung. Er bearbeitete die Königschroniken von Alfons I. (Portugal) bis Alfons V. (Portugal) neu.

## Werke
- Leis extrauagantes. 1569.
- Annotacões sobre as Ordenacões dos cinquo liuros que pelas leis extrauagantes são reuogadas ou interpretadas. 1569.
- Orthographia da lingoa portuguesa. 1576.
- Origem da lingoa portvgvesa. 1606.
- Descrição do Reino de Portugal. 1610.